# 西姆·伊内斯
西姆·伊内斯（英語：Sim Iness，1930年7月9日—1996年5月23日），美国男子田径运动员。他曾代表美国参加1952年夏季奥林匹克运动会田径比赛，获得男子铁饼金牌。他在退役后成为教练。